# Zbigniew Kubikowski

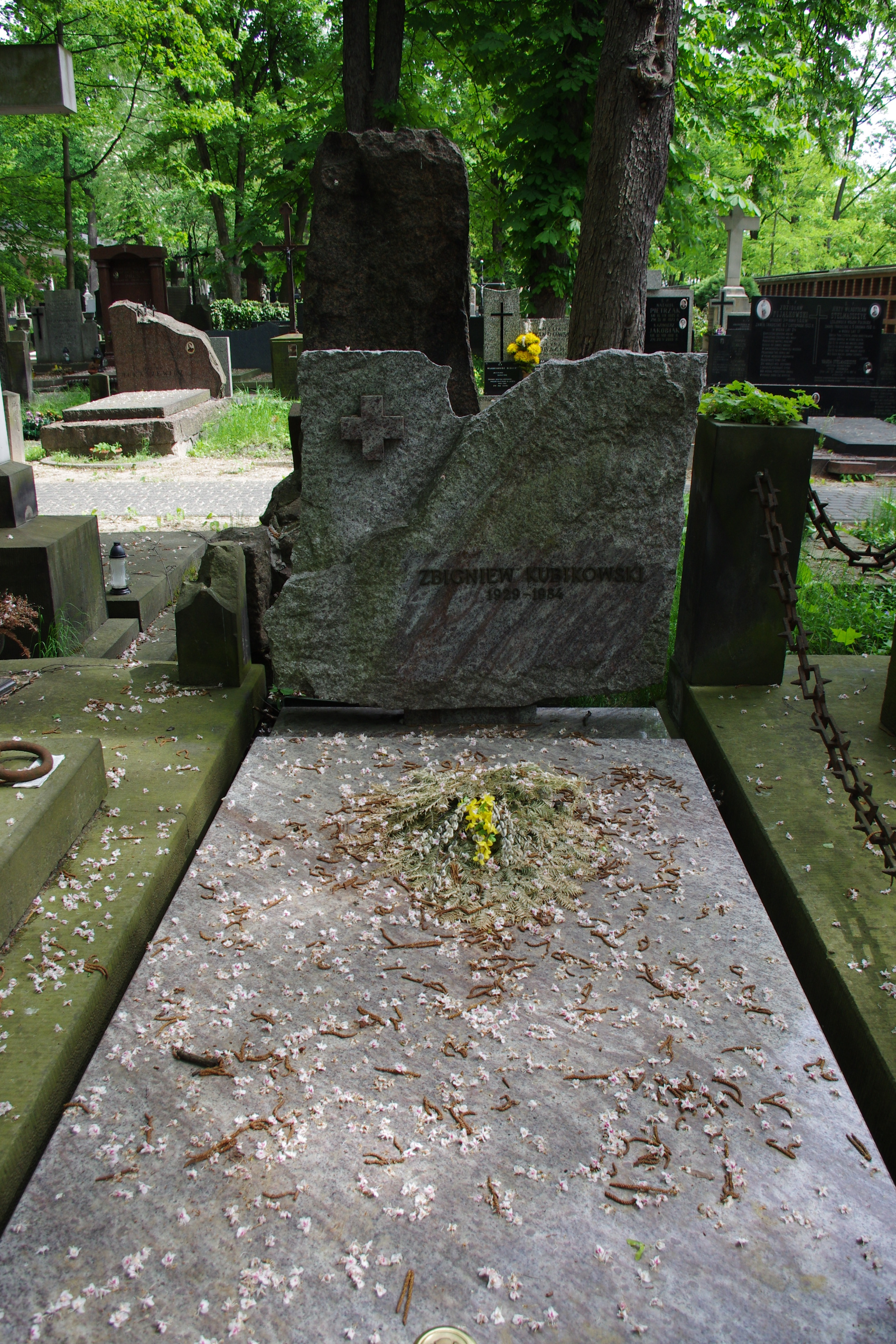
Grób Zbigniewa Kubikowskiego na Starych Powązkach w Warszawie

Zbigniew Kubikowski, pseud. Jacek Joachim (ur. 1 listopada 1929 w Horodence, zm. 13 sierpnia 1984 w Warszawie) – polski prozaik i krytyk literacki, doktor polonistyki (Uniwersytet Wrocławski, 1963). Ojciec Tomasza.

## Życiorys
Jako krytyk literacki debiutował w 1950. W latach 1952–1956 pracował w wydawnictwie „Ossolineum”, w latach 1956–1958 był redaktorem tygodnika „Nowe Sygnały”, a od 1963 miesięcznika „Odra”, którego redaktorem naczelnym był w latach 1971–1976.
Od 1978 mieszkał w stolicy: był wykładowcą na Wydziale Wiedzy o Teatrze PWST w Warszawie i kierownikiem literackim Teatru Popularnego w Warszawie.
Wieloletni prezes oddziału wrocławskiego Związku Literatów Polskich, w latach 1980–1983 sekretarz generalny Zarządu Głównego ZLP. Członek PEN Clubu.
Pochowany na cmentarzu Powązkowskim w Warszawie (kwatera 169-2-21).

## Twórczość

### Naukowa
- 1962 – Wrocław literacki[5]
- 1965 – Bezpieczne małe mity[6]

### Literacka
- 1962 – Katastrofa[7]
- 1967 – Chwila po przebudzeniu[8]
- 1971 – Ostatnia lekcja[9]
- 1971 – Wielki układ – zbiór nowel, w tym tytułowa[10]
- 1979 – Pięć dialogów wielkopostnych[11]

#### Powieści kryminalne
- 1968 – Wizyta u mordercy (podpisana pseudonimem Jacek Joachim)[12]
- 1969 – Polowanie na szczupaka (podpisana pseudonimem Jacek Joachim)[13]
- 1972 – Sztylet wenecki (podpisana pseudonimem Jacek Joachim)[14]
- 1979 – Krótka podróż (podpisana pseudonimem Jacek Joachim)[15]

### Adaptacje i oryginalne scenariusze filmowe
- 1965 – Katastrofa, reż. Sylwester Chęciński[2]
- 1975 – Wyjazd służbowy, reż. Andrzej Jerzy Piotrowski[16]
- 1976 – Wielki układ, reż. Andrzej Jerzy Piotrowski[17]
- 1977 – Pięć dialogów wielkopostnych[18]